# Acerrònia
Acerrònia (en llatí Acerronia) va ser una amiga d'Agripina II, la mare de l'emperador Neró. Era segurament filla de Gneu Acerroni Pròcul, cònsol l'any 37.
Acerrònia va morir ofegada l'any 59 durant un intent d'assassinat dirigit també contra la seva amiga Agripina, organitzat per Neró. Agripina se'n va escapar.